# Meritxell Margarit i Torras
Meritxell Margarit i Torras (Manresa, 1970) és una periodista i escriptora catalana especialitzada en continguts per a un públic infantil, juvenil i familiar. Sovint escriu sobre temes relacionats amb la natura, els viatges, l'educació i la criança, i també sobre literatura infantil i juvenil.
Llicenciada en ciències de la informació, especialitat periodisme, per la Universitat Autònoma de Barcelona (1993). Durant més de vint anys, va formar part del Seminari de Bibliografia Infantil i Juvenil de l'Associació de Mestres Rosa Sensat (Barcelona). Des de 2003, és membre del jurat del Premi Pilarín Bayés de contes escrits per nens i nenes (Editorial Mediterrània i Obra Social Sant Joan de Déu). Actualment, dirigeix diversos clubs de lectura infantils i juvenils, i tallers d'escriptura creativa per a adults i joves. Treballa com a autora de projectes educatius per a infants i joves, i per a un públic familiar. L'any 2016, va debutar com a guionista: amb Julio Mazarico i Unai Canela, va ser l'encarregada d'escriure el guió de la pel·lícula documental El viatge de l'Unai Arxivat 2017-01-13 a Wayback Machine., dirigida per Andoni Canela i candidata oficial als Premis Gaudíi als Premis Goya. També ha estat la responsable del guió del documental Panteras (2021), dirigit per Andoni Canela, i de la seva adaptació per a una sèrie de televisió emesa durant el 2023 a TV2 (RTVE). En ambdós casos, ha desenvolupat material didàctic específic per poder treballar les pel·lícules en centres educatius.
L'any 1992 i l'any 1994 va ser finalista del Premi Cavall Fort amb un recull de reportatges sobre Àfrica i Austràlia, respectivament. Mentre va viure a Austràlia, entre l'any 1993 i 1994, va fer de corresponsal per a Catalunya Ràdio.

## Obra
Ha publicat més de vuitanta títols, principalment dirigits a un públic infantil i juvenil. Dins la seva obra, hi ha novel·les, contes, guions de còmic, guies de viatge i textos divulgatius (biografies, recopilacions històriques, llibres de text, projectes educatius, etc.). Entre els llibres per a infants i joves, destaquen les guies d'itineraris i activitats per a escolars i famílies Catalunya en un conte (1997) i Catalunya en una llegenda (2001), els contes divulgatius L'acolliment de la Maria (2006) i El pare té càncer (2007), i els guions de còmic per a adolescents La veu dels Kats (2005), De cara a la paret (2006) i Els correus de la Samira (2007). Més recents són els primers contes de la col·lecció d'àlbums il·lustrats d'El viatge de l'Unai Arxivat 2017-01-13 a Wayback Machine.: El meu millor no amic (2017) i El tresor del calau (2019), també editats en castellà. O les seves primeres novel·les juvenils: Leonardo (2019), escrita en castellà, és una biografia novel·lada de la vida de Leonardo da Vinci. Dins de la mateixa col·lecció, hi ha la seva versió de les aventures de Robin Hood (2021). I, a principis de 2024, presenta un àlbum il·lustrat, Els vuit mil estels de l'Ànnia (també publicat en castellà: Las ocho mil estrellas de Ànnia), que explica el viatge emocional d'una nena que ha patit càncer amb una al·legoria que consisteix en un ascens a l'Everest.
Els seus llibres han estat traduïts a diferents idiomes.
Ha publicat articles i reportatges, sobretot de viatges i temes relacionats amb la natura, a diferents revistes i diaris: el Magazine de La Vanguardia, Ara, Avui, Geo, Altaïr, Rutas del Mundo, Descobrir Catalunya, Viure en família, Cavall Fort, Tretzevents i La Revista dels Súpers.
Narrativa
- Un noi de Barcelona (Mediterrània, 1996) - conte divulgatiu sobre la ciutat de Barcelona
- Nuta en el bosque (Ediciones P.A.U., 1997) – conte de natura
- Nuta i el Gran Esperit de l'Aigua (Ediciones P.A.U., 1997) - conte de natura Nuta visita a sus amigos (Ediciones P.A.U., 1998) - conte de natura
- El misteri dels pomerets (Edicions P.A.U., 1998) – conte dins del quadern de vacances Cap-i-Cua
- L'estel galàctic (Edicions P.A.U., 1998) - conte dins del quadern de vacances Cap-i-Cua
- L'àliga daurada (Edicions P.A.U., 1998) - conte dins del quadern de vacances Cap-i-Cua
- Un missatge en una ampolla (Edicions P.A.U., 1998) - conte dins el quadern de vacances Cap-i-Cua
- La bruixa de mar (Edicions P.A.U., 1998) - conte dins del quadern de vacances Cap-i-Cua
- La corona de set puntes (Edicions P.A.U., 1998) - conte dins del quadern de vacances Cap-i-Cua
- En el país de Cuerpo Humano (P.A.U. Education, 2001) - conte sobre el cos humà
- Un día cualquiera (P.A.U. Education, 2003)
- El espíritu familiar (P.A.U. Education, 2004)
- L'operació de cor del Jan (Mediterrània, 2006) – conte divulgatiu sobre les patologies congènites de cor
- L'acolliment de la Maria (Mediterrània, 2006) – conte divulgatiu sobre l'acolliment familiar
- Mi familia en clase (P.A.U. Education, 2006)
- El pare té càncer (Mediterrània, 2006) – conte divulgatiu sobre el càncer
- En Llaunet i el mar (Mediterrània, 2006) – conte divulgatiu sobre l'hàbitat marí basat en una idea de Montse Gil Martí (il·lustradora)
- Los zapatos de Marta (Mediterrània, 2009) – conte divulgatiu sobre l'espina bífida
- "Sin manchas" (La Jirafa y Yo, 2016) – conte sobre el linx ibèric
- "El meu millor no amic" (AC Editorial, 2017) – conte sobre el cocodril marí d'Austràlia
- "El tresor del calau" (Hornbill Books, 2019) – conte sobre el calau bicorne de Tailàndia
- "Leonardo" (RBA-Molino, 2019) – biografia novel·lada sobre Leonardo da Vinci
- "Robin Hood" (Editorial Molino, 2021) – novel·la sobre les aventures de Robin Hood
- "Petita Història dels Agents rurals" (Editorial Mediterrània, 2021) – conte divulgatiu sobre el cos dels agents rurals. Il. Pilarín Bayés.
- "Els vuit mil estels de l'Ànnia" (Tramuntana Editorial, 2023) – conte il·lustrat. Il. Txell Darné; pròleg, Kílian Jornet. També en castellà: "Las ocho mil estrellas de Ànnia".

Guies, viatges i natura
- Tiendas Curiosas de Barcelona [coautora con Rafael Badía] (El País-Aguilar, 1996)
- Així és el Parc de Collserola (Mediterrània, 1996) - descoberta naturalística del Parc Natural de Collserola (Barcelona)
- Catalunya en un conte (Edicions P.A.U., 1997) – guia d'itineraris amb format de conte
- Catalunya, una mirada [selecció de textos] (Edicions P.A.U., 1998) – llibre de fotografia d'Andoni Canela amb textos d'escriptors catalans
- El País Vasco y Navarra en un cuento (Ediciones P.A.U., 1998) - guia d'itineraris amb format de conte
- Catalunya en una llegenda (Edicions P.A.U., 2001) - guia d'itineraris amb format de llegenda
- Vall de Núria. Llibre-guia [coautora amb Manuel Fontanet Menéndez] (Ferrocarrils de la Generalitat de Catalunya, 2001)
- Petita Història de la Costa Daurada (Mediterrània, 2002)
- Èter: l'essència dels quatre elements [coautora dels textos d'acompanyament amb Fernando Urízar i Sergio Rossi]. (Mediterrània, 2007). Llibre de fotografia d'Andoni Canela.
- "La llamada del puma" (CalaOh! Books, 2015). Llibre de fotografia d'Andoni Canela.

Guions de còmic
- El secret de l'Anna / El secreto de Ana (Ediciones P.A.U., 1998) (Il·lustracions de Xavier Ramiro)
- Mil peles de propina (Mediterrània, 2000) (Il·lustracions de Luis Manuel Rodríguez)
- Jean-Paul no és francès / Jean-Paul no es francés (Mediterrània, 2001) (Il·lustracions de Luis Manuel Rodríguez)
- Cops amagats (Mediterrània, 2002) (Il·lustracions de Luis Manuel Rodríguez)
- De portes endins (Mediterrània, 2003) (Il·lustracions de Ramon Galup)
- Contra l'asfalt (Mediterrània, 2004) (Il·lustracions de Ramon Galup)
- Què em poso aquest matí? (Mediterrània, 2004) (Il·lustracions de Ramon Galup)
- De cara a la paret (Mediterrània, 2006) (Il·lustracions de David Navarrot)
- Tortugues cremades (Mediterrània, 2006) (Il·lustracions de Ramon Galup)
- Els correus de la Samira (Mediterrània, 2007) (Il·lustracions de Ramon Galup)
- No t'esborris. El manifest de la violeta (Mediterrània, 2007) (Il·lustracions de David Navarrot)
- Fora de joc (Mediterrània,2008) (Il·lustracions de Roger Tallada)
- Què t'hi jugues? Mediterrània (Il·lustracions d'Alademosca)
- La capsa dels tresors (Mediterrània, 2009) (Il·lustracions de David Navarrot)

Divulgació
- Petita Història de Perpinyà [coautora amb Renata-Laura Portet] (Mediterrània, 1995). Il.: Pilarín Bayés.
- Això és la Declaració Universal dels Drets Humans (Mediterrània, 1996)
- Vilanova i la Geltrú. M'agrades maca (Mediterrània, 1997)
- Petita Història d'Hiroshima (Mediterrània, 1997). Il.: Pilarín Bayés.
- Això són les noves professions (Mediterrània, 1997)
- De reyes y guerreros. 40 años de historia de San Miguel (Ediciones P.A.U., 1997)
- Pequeña Historia del Perfume (Mediterrània, 1997). Il.: Pilarín Bayés.
- Petita Història de Carles Buigas'' (Mediterrània, 1998). Il.: Pilarín Bayés.
- Chocolate: el regalo de los dioses (Mediterrània, 1998). Il.: Pilarín Bayés.
- Petita Història d'Esplugues de Llobregat (Mediterrània, 1999). Il.: Pilarín Bayés.
- Gaes. El sonido de la vida (Ediciones P.A.U., 1999)
- La Biblioteca Ideal Europea. Els nens i les nenes opinen sobre 100 llibres (Edicions P.A.U., 2000)
- Entre tots cuidem Esplugues (Mediterrània, 2000)
- Pequeña Historia del Museu Valencià del Joguet (Mediterrània, 2000). Il.: Pilarín Bayés.
- Eroski. Una vida. 30 Aniversario (Ediciones P.A.U, 2000)
- Petita Història de Castellar del Vallès (Mediterrània, 2000). Il.: Pilarín Bayés.
- Una aposta medioambiental per Cornellà (Mediterrània, 2000)
- Calafell, per una ciutat millor (Mediterrània, 2001)
- Igualada sostenible. Un entorn a la teva mida (Mediterrània, 2001)
- La Garriga verda (Mediterrània, 2001)
- Petita Història dels Mossos d'Esquadra (Mediterrània, 2001). Il.: Pilarín Bayés.
- Sant Adrià, entre tots l'hem de cuidar (Mediterrània, 2001)
- Sant Quirze del Vallès, amb els ulls ben oberts (Mediterrània, 2001)
- Descobreix els secrets de l'art [amb Conxita Mas i Pilarín Bayés] (Mediterrània, 2003)
- Petita Història dels Bombers de la Generalitat de Catalunya (Mediterrània, 2003). Il.: Pilarín Bayés.
- Petita Història de la Llagosta (Mediterrània, 2003). Il.: Pilarín Bayés.
- Petita Història de Parets del Vallès (Mediterrània, 2004) Il.: Pilarín Bayés.
- Això és l'Estatut d'Autonomia de Catalunya [coautora amb Ignasi Riera] (Mediterrània, 2004)
- Petita Història de l'automòbil (Mediterrània, 2004). Il.: Pilarín Bayés.
- Això és la cartografia (Mediterrània, 2005)
- El valor del ingenio. Biografía de Juan Gassó Bosch (Mediterrània, 2006)
- Petita Història de Josep Puigmartí (Mediterrània, 2007). Il.: Pilarín Bayés.
- Petita Història de l'Escolania de Montserrat (Mediterrània, 2007). Il.: Pilarín Bayés.
- Petita Història del Castell de Peralada i el seu Festival (Mediterrània, 2007). Il.: Pilarín Bayés.
- Pequeña Historia de la familia Gassó Navarro (Mediterrània, 2008). Il.: Pilarín Bayés.
- Petita Història de Jaume I el Conqueridor (Mediterrània, 2008). Il.: Pilarín Bayés.
- Petita Història de Remedios Varo [coautora amb Pere Figuereda] (Mediterrània, 2008). Il.: Pilarín Bayés.
- Petita Història del Ball de Bastons (Mediterrània, 2010). Il.: Pilarín Bayés.
- La mecánica del éxito (Dordal / M Quatre, 2012)
- "Petita història de l'Hospitalitat de Lourdes" (Mediterrània, 2016). Il.: Pilarín Bayés.